# Савез хокеја на леду Исланда
Хокејашки савез Исланда (исл. Íshokkísamband Íslands (ÍHÍ)) кровна је спортска организација задужена за хокеј на леду на подручју Исланда. Пуноправни је члан Међународне хокејашке федерације (ИИХФ) од 6. маја 1992. године. 
Седиште Савеза налази се у главном граду земље Рејкјавику.

## Историја
Хокеј на леду на Исланду је почео да се игра током педесетих година прошлог века на замрзнутим површинама река и језера. Због веома неповољне климе која влада на острву током већег дела године до интензивнијиег развоја хокеја на отвореном није дошло наредних неколико деценија. Први терен са вештачким ледом на отвореном постављен је 1987, а већ три године касније и још један. Прва затворена хокејашка дворана саграђена је 1997. у Рејкјавику, а потом и друга 2000. године на северу земље у Акурејрију. Од тада почиње и интензивнији развој хокеја на острву.

## Такмичења
Хокејашки савез Исланда организује професионална и аматерска такмичења на острву. Мушка сениорска лига игра се од 1991. и у почетку су у њој учествовала свега три тима (данас их има 6). Сезона почиње у октобру и завршава се почетком априла. Постоји и женска лига у којој учествују клубови из Акурејрија и Рејкјавика.
Мушка сениорска репрезентација дебитовала је на међународној сцени 1999. на првенству групе Д и од тада је редован учесник свих светских првенстава. Углавном се такмичи у Дивизији II. У межународним такмичењима учествују и мушке селекције до 18 и 20 година. Женска репрезентација учествује у међународним такмичењима од 2005. године. 

## Савез у бројкама
Према подацима ИИХФ за 2013. на подручју Исланда регистровано је укупно 611 играча од чега се њих 62 професионално бави хокејом. Женским хокејом баве се 104 девојке. Судисјку лиценцу локалног савеза поседује 21 судија. Хокејашку инфраструктуру чине три затворена терена. 